# Райт, Куинси
Филипп Куинси Райт — (28 декабря 1890 — 17 октября 1970) — американский политолог, известный своей новаторской работой в международном праве и международных отношениях.

## Биография
Родился в Медфорде, штат Массачусетс. Райт получил степень доктора философии в Университете Иллинойса в 1915 году. После он работал на кафедре общественных наук в Чикагском университете с 1923 года и до тех пор, пока не вышел на пенсию. Он был одним из соучредителей Чикагского комитета по международным отношениям в 1928 году. Это первая программа в США специализирующаяся по международным отношениям. В дополнение к своей научной работе Райт был советником Судьи Роберта Джексона на Нюрнбергском процессе, и часто выступал советником Государственного Департамента США.
Райт был руководителем нескольких научных организаций, включая американскую Ассоциацию Профессоров университета (1944-1946), американскую Ассоциацию Политологии (1948-1949), Международную Ассоциацию Политологии (1950—1952), и американское Общество Международного права (1955-1956). Он также работал в американской Ассоциации Организации Объединённых Наций.
Братья Райта были генетик Сьюол Райт и авиационный инженер Теодор Пол Райт.

## Научная работа
В течение 1920-х годов ужасы Первой мировой войны были наиболее актуальными в мыслях многих социологов. Вскоре после прибытия в Чикаго Райт также начал заниматься междисциплинарным исследованием войн, которое, в конечном счет, привело его к более чем 40 диссертациям и 10 книгам. Райт суммировал эти исследования в своем выдающемся произведении Исследование войны (1942).
Согласно Карлу Деучу из Гарвардского университета,

«Для того, чтобы войны прекратились, необходимо понять их сущность. Чтобы понять их сущность, их необходимо изучить. Никто с такой заботой, состраданием и хладнокровием не работал над исследованием войн, их причин и их возможного предотвращения, как Куинси Райт. Он работал в течение почти половины столетия, не только как защитник человеческого выживания, но и как учёный. Он ценил точность, факты, и правду больше чем притягательные и предпочитаемые существующие заключения; и в его труде, Исследование войны, он собрал, вместе с его сотрудниками, большое количество различных фактов, которые способствовали проникновению в суть вопросов о войне, чем какие-либо другие».
Исследование войны Райта вдохновило много социологов, и стало значительным ресурсом для любого серьёзного исследования человеческих конфликтов.
Кроме Исследования войны, Райт издал ещё 20 книг и почти 400 статей, изданных в журналах, в период своей карьеры. Несколько из его книг, включая Мандаты Лиги Наций (1930) и Исследование Международных отношений (1955) стали классическими произведениями в своей сфере.

## Избранные сочинения
- The Control of American Foreign Relations. 1922. Macmillan Publishers.
- Mandates Under the League of Nations. 1930. University of Chicago Press.
- Research in International Law Since the War. 1930. Фонд Карнеги.
- A Study of War. 1942. University of Chicago Press.
- The Study of International Relations. 1955. Appleton-Century-Crofts.
- The Strengthening of International Law. 1960. Academic of International Law.
- International Law and the United States. 1960. Asia Publishing House.
- The Role of International Law in the Elimination of War. 1961. Oceana.
- The Theory of Politotal Law in the War. 1961. Oceana